# مانامبولوسی
مانامبولوسی (به لاتین: Manambolosy) یک منطقهٔ مسکونی در ماداگاسکار است که در مانانارا شمالی واقع شده‌است. مانامبولوسی ۱۱٬۰۰۰ نفر جمعیت دارد و ۲۲ متر بالاتر از سطح دریا واقع شده‌است.